# Droga krajowa L6 (Austria)
Droga krajowa L6 (niem. Landesstraße 6) – austriacka droga krajowa. Przebiega przez Dolną Austrię i łączy Leopoldsdorf z Paasdorf.